# Lézer-detuning
Lézerfizikában, fizikai optikában lézer-detuningról beszélünk, amikor a lézer frekvenciáját elhangolják egy kvantumrendszer rezonanciafrekvenciájától kissé eltérő értékre. Főnévként használva a lézer detuning a rendszer rezonanciafrekvenciája és a lézer optikai frekvenciája közötti különbség. A rezonanciafrekvencia alatti frekvenciára hangolt lézereket vörösbe elhangoltnak, a rezonancia fölé hangolt lézereket kékbe elhangoltnak nevezzük.

## Leírás
Tekintsünk egy {\displaystyle \omega _{0}} rezonanciafrekvenciás rendszert az elektromágneses spektrum optikai frekvenciatartományában, azaz néhány THz-től néhány PHz-ig terjedő frekvenciával, vagy ezzel egyenértékű 10 nm és 100 μm közötti hullámhosszúsággal. Ha ezt a rendszert egy {\displaystyle \omega _{L}}frekvenciájú lézer gerjeszti közel az {\displaystyle \omega _{0}} értékhez, akkor a lézer detuning:{\displaystyle \Delta \omega \ {\overset {\underset {\mathrm {def} }{}}{=}}\ \omega _{L}-\omega _{0}}Az ilyen rezonáns rendszerekre az optikai frekvenciatartományban a leggyakoribb példák az optikai üregek, az atomok és a dielektrikumok vagy félvezetők.
A lézeres detuning fontos az olyan rezonáns rendszereknél, mint például egy üreg, mivel ez határozza meg a lézermező által körutanként felvett fázist (modulo 2{\displaystyle \pi }). Ez fontos a lineáris optikai folyamatoknál, mint például az interferencia és a fényszórás és rendkívül fontos a nemlineáris optikai folyamatoknál, mert befolyásolja a fázisillesztési feltételt.

## Alkalmazások

### Atomok lézeres hűtése
A lézer detuninggal, laboratóriumi körülmények között megoldható, hogy pontosan egy mozgó rendszer Doppler-eltolással megváltozott rezonanciafrekvenciájára hangoljunk. Ez lehetővé teszi, hogy a lézer csak meghatározott sebességgel vagy adott irányban mozgó atomokra legyen hatással. Ez teszi a lézeres detuningot a lézerhűtés és magneto-optikai csapdák központi eszközévé.

### Optomechanika

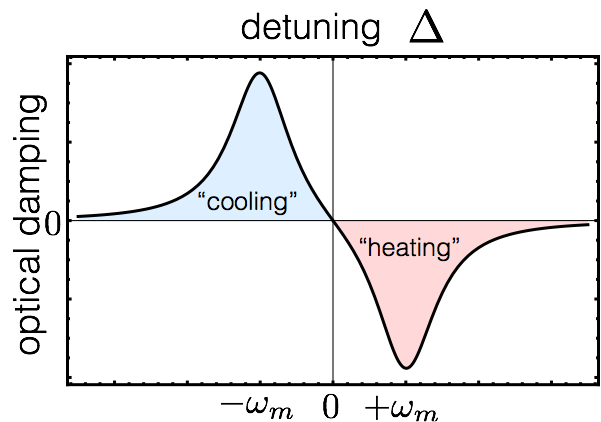
Egy mechanikus oszcillátor optikailag indukált csillapításának diagramja, mozgó részecskék rendszerében.

Az atomok lézeres hűtéséhez hasonlóan a detuning jele is fontos szerepet játszik az optomechanikai alkalmazásokban. A vörösbe elhangolt üzemmódban az optomechanikai (mozgó részecskékből álló) rendszer lehűlésen és koherens energiaátvitelen megy keresztül a fény és a mechanikus üzemmód között ("nyalábosztó"). A kékbe elhangolt lézerfény alkalmazásakor felmelegszik, mechanikusan erősödik, esetleg kondenzálódik és összefonódik. A rezonancia esete (amikor nulla a lézeres detuning), nagyon érzékeny mechanikai mozgás érzékelésére használható, mint például a LIGO-ban.

## Fordítás
Ez a szócikk részben vagy egészben  a   Laser detuning című angol Wikipédia-szócikk ezen változatának fordításán alapul.  Az eredeti cikk szerkesztőit annak laptörténete sorolja fel. Ez a jelzés csupán a megfogalmazás eredetét és a szerzői jogokat jelzi, nem szolgál a cikkben szereplő információk forrásmegjelöléseként.